# Ontsira flavicoxa
Ontsira flavicoxa är en stekelart som beskrevs av Vladimir Ivanovich Tobias 1986. Ontsira flavicoxa ingår i släktet Ontsira och familjen bracksteklar. Inga underarter finns listade i Catalogue of Life.